# Idiocera (Idiocera) gaigei
Idiocera (Idiocera) gaigei is een tweevleugelige uit de familie steltmuggen (Limoniidae). De soort komt voor in het Nearctisch gebied.